# Hrycowce
Hrycowce – wieś na Ukrainie w rejonie tarnopolskim należącym do obwodu tarnopolskiego.
W II Rzeczypospolitej wieś w powiecie zbaraskim województwa tarnopolskiego.
W latach 1943–1944 nacjonaliści ukraińscy z OUN-UPA zamordowali tutaj 9 Polaków.
We wsi urodził się Wiktor Wróbel.
Do 2020 w rejonie zbaraskim.